# Porthidium volcanicum
Porthidium volcanicum là một loài rắn trong họ Rắn lục. Loài này được Solorzano miêu tả khoa học đầu tiên năm 1995.